# Yūrei Yanagi
Yūrei Yanagi (柳 ユーレイ Yanagi Yūrei?) es un actor japonés nacido en Hiroshima el 8 de abril de 1963.

## Filmografía
- Achilles to kame (2008)
- Kaidan (2007)
- Yûrei vs. uchûjin 03 (2007)
- Konjaku monogatari: The new edition (2007)
- Kuchisake-onna (2007)
- Mizuchi (2006)
- Kidan (2005)
- Itsuka dokusho suruhi (2005)
- Yumeno (2005)
- Jisatsu manyuaru 2: chuukyuu-hen (2003)
- Sunaebo (2000)
- Ju-on 2 (2000)
- Ju-on (2000)
- Minazuki (1999)
- Ringu 2 (1999)
- Hebi no michi (1998)
- Ringu (1998)
- Tsumetai chi (1997)
- Hana-bi (1997)
- Dangan ranna (1996)
- Tokiwa-so no seishun (1996)
- Joyû-rei (1996)
- Otokotachi no kaita e (1996)
- Minnâ-yatteruka! (1995)
- Immoral: midarana kankei (1995)
- T-bakku no hanayome (1992)
- Aitsu (1991)
- 3-4 x jûgatsu (1990)